# قالی درخش
قالی درخش گونه‌ای قالی ایرانی است که در درخش تولید می‌شود. این قالی به ثبت ملی رسیده‌است.

## ویژگی‌ها
سابقه قالیبافی در درخش بسیار طولانی و حتی از بیرجند بیشتر است. از رنگ‌های غالب در قالی‌های درفش می‌توان لاکی، نخودی، سرمه ای، سبز مغز پسته ای، بژ و آبی اشاره کرد. رنگ زمینه قالی هم اغلب کرم یا لاکی است.